# Ховард, Райн
Райн Ховард (англ. Rhyne Howard; родилась 29 апреля 2000 года в Чаттануге, штат Теннесси, США) — американская профессиональная баскетболистка, выступает в женской национальной баскетбольной ассоциации за клуб «Атланта Дрим», которым и была выбрана на драфте ВНБА 2022 года в первом раунде под общим первым номером. Играет на позиции атакующего защитника.

## Ранние годы
Райн родилась 29 апреля 2000 года в городе Чаттануга (штат Теннесси) в семье Джеймса Ховарда и Рвонджи Эйвери, у неё есть два брата, Рашон и Джеймс, и две сестры, Лав и Такема, а училась в соседнем городе Кливленд в средней школе Брэдли-Централ, в которой выступала за местную баскетбольную команду.